# منتوا (ویرجینیا)
منتوا (به انگلیسی: Mantua) یک منطقهٔ مسکونی در ایالات متحده آمریکا است که در شهرستان فرفکس، ویرجینیا واقع شده‌است. منتوا ۶٫۱۵ کیلومتر مربع مساحت و ۷٬۱۳۵ نفر جمعیت دارد و ۱۱۳ متر بالاتر از سطح دریا واقع شده‌است.